# Saaba (departamento)
Saaba es un departamento de la provincia de Kadiogo, en la región Centro, Burkina Faso. A 1 de julio de 2018 tenía una población estimada de 80 867 habitantes.
Se encuentra ubicado en el centro del país, junto a su capital, Uagadugú.